# Antonio de Sotomayor
Antonio de Sotomayor (Valença do Minho, 1557 - Madrid, 3 septembre 1648) avait le siège titulaire d'archevêque de Damas (de), était confesseur royal et inquisiteur général d'Espagne.
Membre de l'ordre dominicain puis, à partir de 1587 professeur de Théologie à Saint Jacques de Compostelle, il fut élu confesseur de Philippe III d'Espagne et des infants en 1616. En 1622 il fut l'un des premiers membres de la Grande Junte. Il fit partie du conseil d'état en 1624, commissaire général des Croisades de 1627 et 1646. Après qu'Antonio Zapata y Cisneros renonçât à ce poste, il fut nommé inquisiteur général le 17 juillet 1632. La même année, Philippe IV le nomma abbé d'Alcalá la Real. En Juin 1643, à la suite de la chute du Comte-duc d'Olivares, Sotomayor renonça à ce poste.